# Moi, Christiane F, 13 ans, droguée, prostituée... - Une génération perdue
 (avril 2022).
La mise en forme du texte ne suit pas les recommandations de Wikipédia : il faut le « wikifier ».
Les points d'amélioration suivants sont les cas les plus fréquents :
- Les titres sont pré-formatés par le logiciel. Ils ne sont ni en capitales, ni en gras.
- Le texte ne doit pas être écrit en capitales (les noms de famille non plus), ni en gras, ni en italique, ni en « petit »…
- Le gras n'est utilisé que pour surligner le titre de l'article dans l'introduction, une seule fois.
- L'italique est rarement utilisé : mots en langue étrangère, titres d'œuvres, noms de bateaux, etc.
- Les citations ne sont pas en italique mais en corps de texte normal. Elles sont entourées par des guillemets français : « et ».
- Les listes à puces sont à éviter, des paragraphes rédigés étant largement préférés. Les tableaux sont à réserver à la présentation de données structurées (résultats, etc.).
- Les appels de note de bas de page (petits chiffres en exposant, introduits par l'outil «  Source ») sont à placer entre la fin de phrase et le point final[comme ça].
- Les liens internes (vers d'autres articles de Wikipédia) sont à choisir avec parcimonie. Créez des liens vers des articles approfondissant le sujet. Les termes génériques sans rapport avec le sujet sont à éviter, ainsi que les répétitions de liens vers un même terme.
- Les liens externes sont à placer uniquement dans une section « Liens externes », à la fin de l'article. Ces liens sont à choisir avec parcimonie suivant les règles définies. Si un lien sert de source à l'article, son insertion dans le texte est à faire par les notes de bas de page.
- La présentation des références doit suivre les conventions bibliographiques. Il est recommandé d'utiliser les modèles {{Ouvrage}}, {{Chapitre}}, {{Article}}, {{Lien web}} et/ou {{Bibliographie}}. Le mode d'édition visuel peut mettre en forme automatiquement les références.
- Insérer une infobox (cadre d'informations à droite) n'est pas obligatoire pour parachever la mise en page.

Pour une aide détaillée, merci de consulter Aide:Wikification.
Si vous pensez que ces points ont été résolus, vous pouvez retirer ce bandeau et améliorer la mise en forme d'un autre article.
Pour plus de détails, voir Fiche technique et Distribution.
Moi, Christiane F, 13 ans, droguée, prostituée... - Une génération perdue est un film documentaire réalisé par Claire Laborey. Il retrace la période adolescente d'une génération dont les conditions de vie ont induit la consommation de drogues, la prostitution. Ce documentaire traite des conséquences induites par la parution du livre biographique Wir Kinder vom Bahnhof Zoo, en Allemagne Fédérale et dans le monde. Ce livre a été écrit par Horst Rieck et Kai Hermann à partir des interviews de Christiane Felscherinow Il revient en dernière instance sur la personne de Christiane Felscherinow.

## Synopsis
Ce documentaire qui traite de la génération de la célèbre Christiane F. commence par une mise en contexte de ce qu'était la société berlinoise des années 1970. « La drogue joue un rôle [dans la vie de Christiane F.] mais le plus intéressant à mes yeux reste la description de son environnement, de sa réalité et de celle des autres jeunes. » affirme Horst Rieck, l'un des deux journalistes qui a recueilli le témoignage de Christiane Felscherinow. Dans le Berlin ouest de ces années 70, les adolescents partagent un mal-être, ils « ne semblaient plus capables de fonctionner dans notre société » contribue Kai Herrman. Ils expérimentent, en parallèle de leurs vies d'élèves et enfants de classe moyenne, des choses illégales, pour s'extraire de l'autorité de la police, de leurs parents, dont la génération a été élevée sous le national-socialisme. « Ils ont essayé tout ce qui modifie la conscience » témoigne * Manfred Kappeler (de) (éducateur à la maison du milieu). Il ne leur importe qu'une chose : l'enivrement, « il s'agissait d'avoir le sentiment d'être vivant » rapporte Juri Schraffranek (travailleur de rue). 
Plusieurs facteurs sont à l'origine de cette envie d'enivrement. Le contexte politique d'une menace terroriste portée par la fraction armée rouge rend oppressante la présence de la police. La géographie de Gropiustadt interdit tout amusement aux jeunes, ce quartier se constitue de « barres de béton sans arbres ni structure sociale ». « À la cité [...] tout ce qui est permis est affreusement ennuyeux et tout ce qui est interdit est amusant » explique la voie off, « Christiane faisait partie de ces jeunes qui ont très vite compris que la vie dans cette ville était en train de la tuer ». La question des structures sociales est centrale car elle n'est pas posée à l'époque pour améliorer la vie de ces adolescents, aucune aide ni thérapie psychiatrique n'est adaptée aux consommateurs d'héroïne.
Le documentaire traite par la suite des changements induits par la publicité de la prostitution infantile et la consommation de drogue. Côté gouvernement, des unités de polices sont créées, le code pénal durcit les peines pour ce type de délit ; côté aide à cette population, plus de thérapeutes sont formés à ces questions, des groupes de paroles et des salles de consommations sont ouverts. La parution dans Stern des interviews de la jeune adolescente recueillis par Horst Rieck et Kai Hermann place le portrait de la collégienne issue d'une classe moyenne dans le personnage du « junkie berlinois ». Le documentaire insiste sur l'engouement des jeunes induit par la parution de cette biographie, alors que les adultes sont pris d'effroi pour ce qu'ils considèrent comme une mortelle déviation : « le livre a même été imposé comme lecture obligatoire dans les écoles, comme un contre-exemple ».
Enfin ce film documentaire revient sur la personne de Christiane Felscherinow.
« Je vis des droits du livre,  reconnaît-elle. Mais je n'arrive pas à me défaire de cette image négative. Elle me hante. Je n'ai jamais été en paix. On ne m'a jamais laissée tranquille. »
Il la caractérise comme le visage d'une crise de société, qui s'est par la suite rétablit partiellement de son addiction, et très peu des effets qu'a eu la notoriété de sa biographie.

## Fiche technique
- Titre : Moi, Christiane F, 13 ans, droguée, prostituée... - Une génération perdue
- Production : Ari Folman, Serge Lalou, Geirhard Meixner, Yael Nahlieli, Roman Paul
- Réalisation : Claire Laborey
- Musique originale : Stéphanie Blanc et Jérôme Levatois
- Montage : Alexandre Auque
- Montage son et mixage : Bruno Lagoarde
- Sociétés de production : Arte france et Squawk[4]
- Soutien : PROCIREP & de l’ANGOA, CNC
- Durée : 52 minutes
- Langues : Allemand et Français
- Pays : Allemagne, France
- Langue : Français, allemand
- Genre : film documentaire
- Date de sortie : 07/02/2022

## Contenu d'images et de sons
Archives audiovisuelles : Decoder film Moi, Christiane F., 13 ans, droguée, prostituée… (film)
Archives photographiques
Interviews
Extraits du livre Wir Kinder vom Bahnhof Zoo de Kai Herrman et Horst Rieck

## Distribution
- Kai Hermann
- Juri Schraffranek (travailleur de rue)
- Manfred Kappeler (de) (éducateur à la maison du milieu)
- Patrick Wengenroth (metteur en scène)
- Till Raether (de) (écrivain)
- Annette Hess (réalisatrice de la série éponyme)

## Réception
Le film a reçu des critiques positives sur différents sites.